# Laksanamekar
Laksanamekar is een bestuurslaag in het regentschap Bandung Barat van de provincie West-Java, Indonesië. Laksanamekar telt 15.836 inwoners (volkstelling 2010).